# Earl Eby
Earl William Eby (né le 18 novembre 1894 à Aurora et décédé le 14 décembre 1970 à Valley Forge) est un athlète américain spécialiste du 800 mètres. Affilié au Chicago Athletic Association, il mesurait 1,79 m pour 60 kg.

## Biographie
Il remporte le 800 mètres lors des Jeux Interalliés de 1919.

### Palmarès
| Date | Compétition           | Lieu   | Résultat | Performance  |
| ---- | --------------------- | ------ | -------- | ------------ |
| 1920 | Jeux olympiques d'été | Anvers | 2e       | 1 min 53 s 6 |

### Records
| Épreuve    | Performance  | Lieu | Date |
| ---------- | ------------ | ---- | ---- |
| 800 mètres | 1 min 53 s 5 |      | 1920 |